# Horspath
Horspath – wieś w Anglii, w hrabstwie Oxfordshire, w dystrykcie South Oxfordshire. Leży 6 km na wschód od Oksfordu i 77 km na zachód od Londynu. W 2001 miejscowość liczyła 1372 mieszkańców.